# Anselmo Duarte
Pour les articles homonymes, voir Duarte.
Anselmo Duarte, né le 21 avril 1920 à Salto et mort le 7 novembre 2009 à São Paulo, est un réalisateur brésilien.
Il a fait partie des membres du jury au Festival de Cannes en 1971.

## Filmographie

### Réalisateur & Scénariste
- 1957 : Absolutamente Certo (pt)
- 1962 : La Parole donnée (O Pagador de Promessas/The Given Word)
- 1964 : The Obsessed of Catule (en) (Vereda de Salvação)
- 1964 : Quelé do Pajeú (pt)
- 1964 : O Impossível Acontece - segment O Reimplante
- 1971 : Um Certo Capitão Rodrigo (pt)
- 1971 : O Descarte (pt)
- 1976 : Ninguém Segura Essas Mulheres (pt) - segment Marido Que Volta Deve Avisar
- 1976 : Já Não Se Faz Amor como Antigamente (pt) - segment Oh! Dúvida Cruel
- 1977 : O Crime do Zé Bigorna (pt)
- 1979 : Os Trombadinhas (pt)

### Acteur
- 1949 : O Caçula do Barulho de Riccardo Freda

## Récompenses

### Festival de Cannes
- 1962 : Palme d'or pour La Parole donnée